# Neuburg an der Donau
Neuburg del Danubi és una ciutat de l'estat federal de Baviera a Alemanya. Te l'estatut administratiu de «gran ciutat de districte» i és la seu del districte Neuburg-Schrobenhausen. Fins 1808 era la residència i capital dels ducs del Palatinat-Neuburg, passat gloriós que va impregnar l'arquitectura del centre històric, dominat pel castell del ducs i l'església principal Hofkirche. El 2019 tenia 29.793 habitants.
Neuburg és un topònim germànic freqüent, compost del prefix «neu-» (nou) i la paraula Burg (castell, burg…), equivalent amb els romànics Castellnou, Château-Neuf, Castel Nuovo etc.

## Monuments destacats
- Castell Neuburg, castell residencial en estil renaixement damunt un burg del segle xiii
- Església de la Mare de Déu «Hofkirche»